# عشاق فالدارو

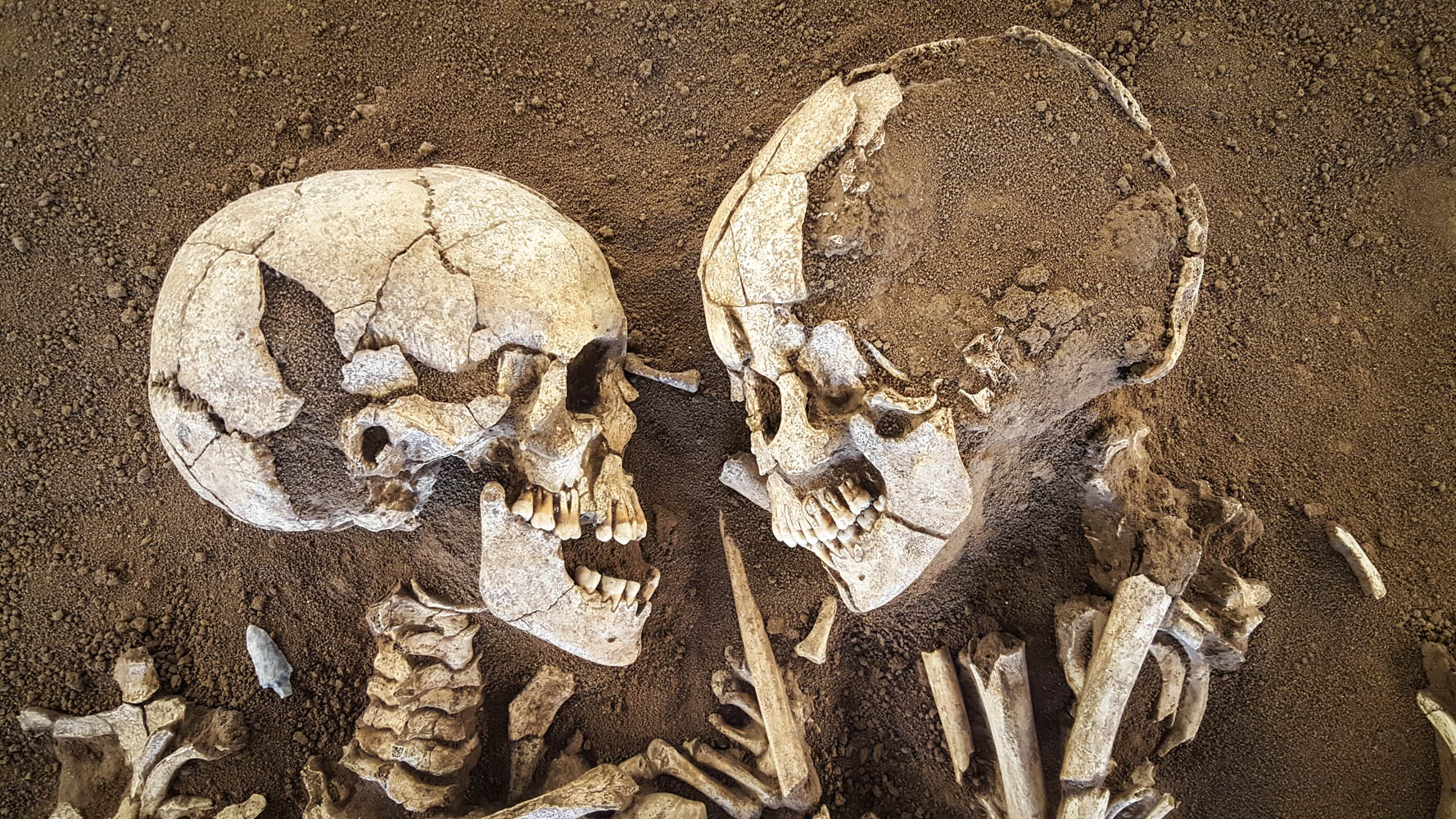

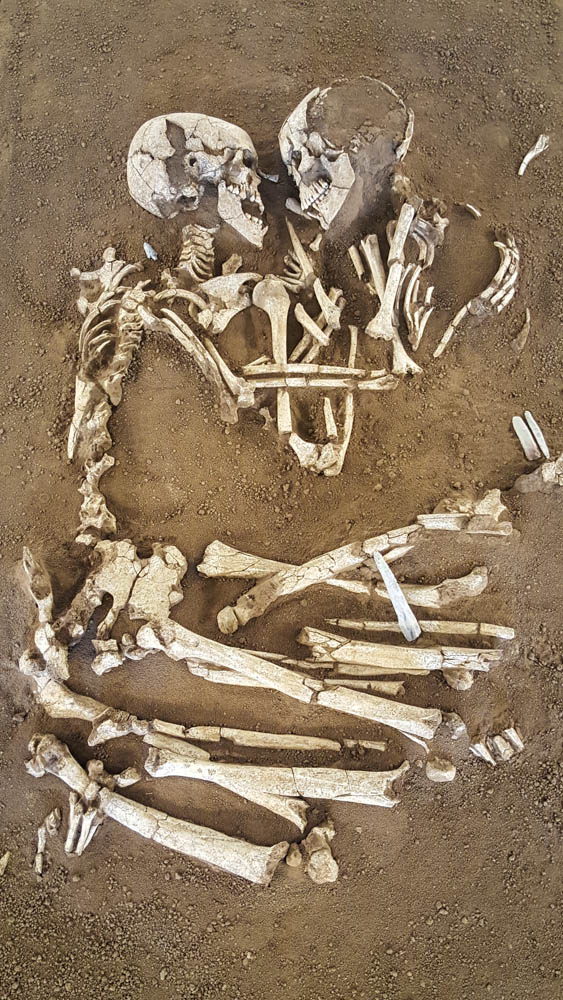
Lovers of Valdaro's skeletons in Italy

عشاق فالدارو عبارة عن زوج من الهياكل العظمية البشرية في حالة عناق عمرهم حوالي 6000 عام تم اكتشافها في عام 2007 من قبل علماء الآثار في مقبرة نيوليتية في سان جورجيو بالقرب من مانتوا إيطاليا.
دلت دراسات أجريت على العظام بأن الهيكلان لذكر وأنثى في العشرينات ولاحظ العلماء وجود رأس رمح في ظهر الرجل وفي جانب المرأة، ربما تم قتل الرجل فَضَحّت بنفسها بنفس الطريقة، واحتضنته لترافقه إلى العالم الآخر. أو أنهما قتلا ودفنا بهذه الهيئة، أو أنهما قتلا بعضهما، وتعانقا في القبر.